# Квејл (Тексас)
Квејл (енгл. Quail) насељено је место без административног статуса у америчкој савезној држави Тексас.

## Демографија
По попису из 2010. године број становника је 19, што је 14 (-42,4%) становника мање него 2000. године.
| Група             | 2000.      | 2010.      |
| Белци             | 25 (75,8%) | 18 (94,7%) |
| Афроамериканци    | 1 (3,0%)   | 0 (0,0%)   |
| Азијати           | 0 (0,0%)   | 0 (0,0%)   |
| Хиспаноамериканци | 0 (0,0%)   | 0 (0,0%)   |
| Укупно            | 33         | 19         |